# Трорната
Трорната (итал. Tornata) је насеље у Италији у округу Кремона, региону Ломбардија.
Према процени из 2011. у насељу је живело 222 становника. Насеље се налази на надморској висини од 29 м.

## Становништво
Према резултатима пописа становништва 2011. у општини је живело 491 становника.
| 1931. | 1936. | 1951. | 1961. | 1971. | 1981. | 1991. | 2001. | 2011. |
| ----- | ----- | ----- | ----- | ----- | ----- | ----- | ----- | ----- |
| 1.071 | 1.079 | 1.100 | 973   | 654   | 530   | 504   | 521   | 491   |